# Katastr nemovitostí České republiky
Katastr nemovitostí České republiky je veřejným seznamem o nemovitostech v České republice, zahrnující jejich popis, soupis, geometrické a polohové určení a zápis práv k těmto nemovitostem. Vznikl ke dni 1. 1. 1993 na základě zákona č. 344/92 Sb., o katastru nemovitostí České republiky (katastrální zákon) a zákona č. 265/1992 Sb., o zápisech vlastnických a jiných věcných práv k nemovitostem. Od 1. 1. 2014 jsou tyto zákony nahrazeny zákonem č. 256/2013 Sb., o katastru nemovitostí (katastrální zákon). Problematika zápisu věcných práv do katastru nemovitostí a zásady, kterými se katastr řídí, jsou součástí nového občanského zákoníku.
Katastr nemovitostí je víceúčelový katastr, který neslouží jen pro daňové, ale i pro statistické a technické účely. Jeho součástí je evidence vlastnických, jiných věcných práv a dalších, zákonem stanovených práv k těmto nemovitostem. Katastr nemovitostí je zdrojem informací, které slouží k ochraně práv k nemovitostem, pro daňové a poplatkové účely, k ochraně životního prostředí, zemědělského a lesního půdního fondu, nerostného bohatství, kulturních památek, pro rozvoj území, k oceňování nemovitostí, pro účely vědecké, hospodářské a statistické a pro tvorbu dalších informačních systémů. Je veden jako informační systém o území České republiky převážně počítačovými prostředky. 

## Historie pozemkové evidence
Nemovitosti byly předmětem zápisu od středověku. Rozlišovaly se soupisy pro účely majetkové (veřejné knihy) a pro účely daňové (katastry). Veřejné knihy obsahovaly údaje o nemovitostech a souvisejících právech. Takto od 13. století existovaly tzv. zemské desky (zahrnující soupis pro území celé země), ve kterých byl evidován šlechtický majetek (v 18. století byly rozčleněny na knihy a rubriky, dnes se nacházejí v úschově katastrálních úřadů). Železniční knihy obsahovaly nemovitosti pro provozování drah, horní knihy pro zápis práv na těžbu nerostů. Pozemkové knihy, vedené okresními soudy, zahrnovaly nemovitosti, pro které nebyly vytvořeny zvláštní veřejné knihy.
Katastry nemovitostí zahrnovaly údaje pro daňové účely. V 17. století existovala tzv. berní rula, později tzv. lánové rejstříky, I. a II. tereziánský katastr (poddanská půda) a panský katastr (šlechtická půda). První společnou evidencí panské a poddanské půdy byl poté nový josefínský katastr. V roce 1817 byl založen tzv. stabilní katastr, který byl zpracován na odborné úrovni a zahrnoval mapovou část s parcelami.
Od roku 1927 existoval pozemkový katastr (na základě stabilního katastru), který obsahoval geometrické zobrazení, soupis a popis všech pozemků na území ČSR. Staré sáhové měřítko (1:2880) nahradil dekadickým (1:1000) a byl zaveden nový souřadnicový systém Jednotné trigonometrické sítě katastrální (S-JTSK). Tento katastr přestal být přesný po roce 1945 z důvodu konfiskací, v 50. letech přestal být udržován a v roce 1971 byl zrušen.
V roce 1956 byla založena tzv. jednotná evidence půdy, která měla za úkol evidovat faktický stav užívání půdy (bez ohledu na vztahy vlastnické). V rámci socialistického zespolečenšťování tedy soupis vlastnictví ztratil význam (k převodu nemovitosti docházelo uzavřením smlouvy a nikoliv zápisem). S rokem 1964 byla zavedena evidence nemovitostí, která zahrnovala jejich soupis vč. vlastnických práv, nicméně zápisy byly opět deklaratorní a existence vlastnictví se na ně nevázala. Vlastnictví přecházelo registrací smlouvy na státním notářství.

## Předmět a obsah katastru nemovitostí
V katastru nemovitostí jsou evidovány pozemky v podobě parcel, budovy, byty a nebytové prostory, rozestavěné budovy, byty a nebytové prostory a právní vztahy a věcná práva k nemovitostem.
Katastr obsahuje geometrické a polohové určení parcel, údaje o parcelách, bytech a nebytových prostorech, údaje o právech k nemovitostem, údaje o podrobném bodovém polohovém poli a místní a pomístní názvosloví.
Obsah katastru je uspořádán v tzv. katastrálním operátu. Součástí operátu jsou SGI (Soubor geodetických informací), SPI (Soubor popisných informací), souhrnné přehledy o půdním fondu, dokumentace výsledků šetření a měření pro vedení a obnovu SGI a sbírka listin.
Při vedení katastru nemovitostí samozřejmě dochází ke změnám (průběhu hranic katastrálního území, parcel, budov, výměry, druhu pozemků, ochrany nemovitosti, údajů o vlastníkovi, v bodovém poli, místním a pomístním názvosloví). Katastrální úřad provádí revizi údajů v katastru (k zajištění souladu se skutečným stavem). Možná je rovněž oprava chyb v katastru nemovitostí (na návrh vlastníka nemovitosti nebo i bez návrhu, pokud jde o zřejmý omyl, nepřesnost při měření apod.).

## Způsoby zápisu do katastru nemovitostí
K zápisu může dojít vkladem, záznamem, poznámkou nebo výmazem. Pořadí zápisů práv do katastru je stanoveno momentem, kdy byl návrh na zápis doručen katastrálnímu úřadu. Postup zápisu práv do katastru je omezený § 145 správního řádu, s výjimkou odstavce 2 vět třetí a čtvrté.
Vlastnické právo, zástavní právo, právo odpovídající věcnému břemeni a předkupní právo vzniká, mění se nebo zaniká vkladem do katastru. Projevuje se zde jeho konstitutivní povaha (ve srovnání s tzv. deklaratorními rozhodnutími správních orgánů).
Práva, která vznikají, mění se nebo zanikají ze zákona, rozhodnutím orgánu, příklepem v dražbě apod. (tedy ne na základě smlouvy) se do katastru zapisují záznamem. Zde se projevuje deklaratorní (evidenční) princip.
Poznámka má pouze oznamovací (prenotační princip) charakter (např. v případě zahájeného exekučního řízení, poznámky spornosti apod.).

## Zásady vedení katastru nemovitostí
1. zásada intabulance – ke vkladu či záznamu dochází na základě pravomocného rozhodnutí katastrálního úřadu.
2. zásada dispoziční – ke změně věcných práv dochází na základě návrhu na vklad
3. zásada priority – katastr dodržuje časové pořadí zápisů
4. zásada legality – všechny zápisy v katastru nemovitostí jsou platné pokud jsou v souladu s danými zákony
5. zásada speciality – zajišťuje jednoznačnost, určitost a nespornost zápisu
6. zásada dobré víry – důvěra, že data v katastru nemovitostí jsou v souladu se skutečností (zápisy od 1. ledna 1993)
7. zásada veřejnosti – každý má přístup k obsahu katastru nemovitostí
8. zásada oficiality – všechny změny se zapisují na základě úřední povinnosti

## Katastrální zákon
Katastrální zákon se člení do pěti částí. První část vymezuje důležité pojmy a obecná ustanovení, v druhé části se tento zákon zabývá zápisem práv do katastru, dále se zaobírá správou katastru, v části čtvrté se zabývá správními delikty a v poslední části definuje závěrečná ustanovení.
V části první se katastrální zákon zabývá především katastrem nemovitostí, kdy vymezuje předmět evidence do katastru, obsah tohoto zápisu a rozlišuje přitom mezi fyzickou a právnickou osobou. V neposlední řadě také definuje pojem katastrální operát.
Další část katastrálního zákona se věnuje způsobu zápisu do katastru nemovitostí, který je podrobněji specifikován v kapitole výše.
Část třetí zabývá postupem zápisu jiných údajů do katastru, dále lhůtou pro zápis do katastru a dalšími oblastmi, jako jsou revize údajů katastru a opravou chyb v katastrálním operátu. Důležitou část zaujímá vymezení povinností pro vlastníky, obce a orgány veřejné moci. Zákon také zpřesňuje způsob a požadavky nutné k docílení změn údajů o geometrickém a polohovém určení pozemku v katastru nemovitostí. Katastrální úřad je veřejný a jak Zákon č. 256/2013 Sb. stanovuje v § 52: "Každý má právo do katastru nahlížet, pořizovat si z něj pro svou potřebu opisy, výpisy nebo náčrty a získávat z něj údaje ze sbírky listin". Katastrální zákon také udává, že příslušné úřady "na požádání vyhotoví z katastrálního operátu výpis, opis nebo kopii, jakož i identifikaci parcel".
V následující části katastrální zákon vymezuje správní delikty, konkrétně tedy situace, kdy se fyzická nebo právnická osoba dopustí porušení zákona a dále specifikuje sankce, který se se správními delikty pojí. Takovou situací je například nenahlášení změn týkajících se pozemku, který fyzická nebo právnická osoba vlastní. Dalším příkladem správního deliktu je, pakliže se i přes výzvu katastrálního úřadu fyzická nebo právnická osoba nedostaví na jednání, případně nevyšle svého zástupce.
Pátá část tohoto zákona se věnuje závěrečným, přechodným a společným ustanovením a specifikuje rušení některých částí předchozího znění katastrálního zákona. V neposlední řadě stanovuje i účinnost nového znění.
Nový katastrální zákon nabyl účinnosti od 1. 1. 2014 – zákon č. 256/2013 Sb., o katastru nemovitostí a přinesl s sebou několik změn. Zrušil zákon č. 344/1992 Sb., o katastru nemovitostí České republiky a zákon č. 265/1992 Sb., o zápisech vlastnických a jiných věcných práv k nemovitostem. Navazuje na něj nový občanský zákoník, který již nepracuje s pojmem katastr nemovitostí místo toho používá pojem veřejný seznam.
Nově dochází k posílení principu materiální publicity, pokud stav zapsaný v katastru nemovitostí neodpovídá skutečném právnímu stavu, tak je poskytnuta ochrana nabyvateli jednajícímu v důvěře v zápis v katastru nemovitostí.
Další zásadou, kterou nový katastrální zákon mění, je zásada priority. Dle nového občanského zákoníku platí, že pro pořadí je rozhodující doba podání návrhu na zápis práva. Nový katastrální zákon dobu podání dále definuje a právní účinky vkladu přiznává už k okamžiku, kdy byl návrh na zápis doručen katastrálnímu úřadu. Okamžik je nově měřen na den, hodinu a minutu.
Dle nové úpravy je pozměněna i zásada intabulace, nově jsou všechna věcná práva zapisována vkladem bez ohledu na to, jak vznikla. Nově také lze vkladem do katastru nemovitostí zapsat i nájem a pacht. Současně je také zvýšena informovanost účastníků vkladového řízení. Katastrální úřad musí umožnit vlastníkovi vyjádřit se k navrhovaným změnám týkajících se jeho nemovitosti a o těchto změnách ho informovat. Katastrální úřad povolí vklad nejdříve po uplynutí 20 dnů od odeslání informace o podaném návrhu.

## Katastrální území

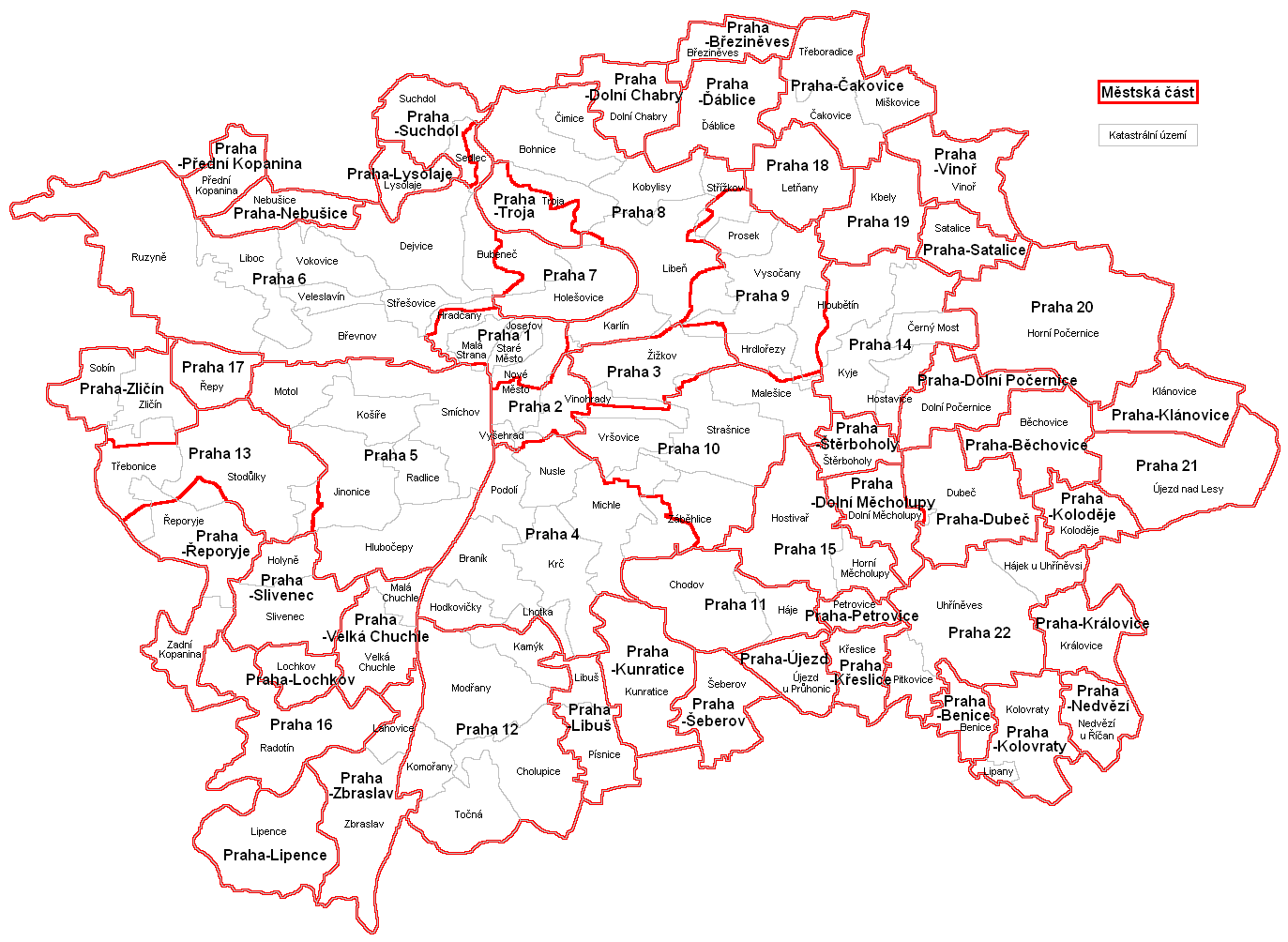
Mapa městských částí a katastrálních území Prahy

Katastrální území je nejmenší technickou jednotkou. Obec může mít více katastrálních území, ale katastrální území musí celé patřit do téže obce (některá v současné době nepatří do obce, ale do vojenského újezdu). Komplikovanější situace je u velkých měst, které sice jako obce zahrnují celá katastrální území (např. Praha jich zahrnuje 112), jejich samosprávné městské části a obvody však často zahrnují jen části katastrálních území.

## Prohlášení vlastníka
Prohlášení vlastníka (někdy také jen Prohlášení) je v českém právním řádu dokument, jímž dává vlastník určité nemovitosti na vědomí zájem rozdělit svoji nemovitost na jednotky. Tento dokument se podává na katastr nemovitostí, který následně může zapsat nově vymezené jednotky a jejich nové vlastníky. Týká se jak bytových (byty), tak nebytových nemovitostí (kanceláře, garáže). V praxi se takto převádí například byty do osobního vlastnictví družstevníkům. Náležitosti prohlášení vlastníka jsou definovány v (novém) občanském zákoníku v paragrafu 1166.

## Související právní předpisy
- Zákon č. 256/2013 Sb., o katastru nemovitostí (katastrální zákon)
- Zákon č. 89/2012 Sb., občanský zákoník
- Zákon č. 344/1992 Sb., o katastru nemovitostí České republiky (katastrální zákon), ve znění pozdějších předpisů
- Zákon č. 265/1992 Sb., o zápisech vlastnických a jiných věcných právech k nemovitostem, ve znění pozdějších předpisů
- Zákon č. 359/1992 Sb., o zeměměřických a katastrálních orgánech, ve znění pozdějších předpisů
- Zákon č. 200/1994 Sb., o zeměměřictví, ve znění pozdějších předpisů
- Vyhláška č. 357/2013 Sb., o katastru nemovitostí (katastrální vyhláška)
- Vyhláška č. 358/2013 Sb., o poskytování údajů z katastru nemovitostí
- Vyhláška č. 190/1996 Sb., kterou se provádí zákon č. 344/92 Sb., č. 265/92 Sb, ve znění pozdějších předpisů
- Vyhláška č. 26/2007 Sb., kterou se provádí zákon č. 344/92 Sb., č. 265/92 Sb, ve znění pozdějších předpisů
- Vyhláška č. 162/2001 Sb., o poskytování údajů z Katastru nemovitostí ČR, ve znění pozdějších předpisů
- Vyhláška č. 31/1995 Sb., kterou se provádí zákon o zeměměřictví, ve znění pozdějších předpisů
- Nařízení vlády č. 430/2006 Sb., o stanovení geodetických referenčních systémů a státních mapových děl závazných na území státu a zásadách jejich používání, ve znění pozdějších předpisů